# Félix Martínez Cabrera
Félix Martínez Cabrera (Valdepeñas de Jaén, 28 de octubre de 1928 – Valdepeñas de Jaén, 21 de mayo de 2022) fue un sacerdote católico español de la diócesis de Jaén, doctor en Derecho Canónico por el Pontificio Instituto Utriusque Iuris, de la Pontificia Universidad Lateranense. Fue deán de la catedral de la Asunción de Jaén (hasta el año 2002) y párroco de la iglesia del Sagrario de la ciudad de Jaén, vicario capitular (1970), canónigo doctoral y vicario general de la diócesis de Jaén.

## Biografía

### Primeros años
Nació en Valdepeñas de Jaén el 28 de octubre de 1928, a las dos de la tarde en la calle Parras, hijo de Águedo Martínez y María Teresa Cabrera. Fue bautizado en la iglesia parroquial de Santiago Apóstol con el nombre de Félix Águedo, siendo sus padrinos Ambrosio Martínez y su esposa Dolores Cortés. Su infancia transcurrió con un contacto permanente con el campo y la naturaleza, factores que definirán su vida. En 1940, a los doce años, ingresó en el Seminario Diocesano de Jaén marcado por un profundo sentido religioso. Eran años de dificultades, y la austeridad y el rigor de la posguerra marcaron y hermanaron a toda una generación de seminaristas, que vivieron con austeridad su mejor juventud. El ejemplo de sus maestros inculcó en su vida un profundo sentido sacerdotal y humano. Siempre que podía iba a Valdepeñas, al encuentro de su familia, sus amigos de la infancia y su campo. De esa relación profunda con Valdepeñas nació la iniciativa del entonces alcalde de Valdepeñas, Antonio Luna Ruiz, de sufragar una beca para estudiantes que se preparaban para el sacerdocio, beca de la que disfrutó Félix hasta 1953.

### Ordenación y estudios en Roma (1953-1962)
Recibió el orden sacerdotal el 14 de junio de 1953 de manos del arzobispo electo de Granada, Rafael García y García de Castro, en la capilla del palacio episcopal. Tomó como lema sacerdotal: Yo por Cristo sacerdote, Cristo por mi víctima. Celebró su primera misa en Valdepeñas, el 26 de junio de 1953. El primer destino que tuvo como sacerdote fue el de coadjutor de la parroquia de Santa María de Andújar, durante verano de 1953. Ese verano fue muy intenso en su vida y pudo desarrollar una amplia labor pastoral. De su estancia en Andújar dejó amigos con los que se cruzaría muchos años después. Entre otros el cardenal, José Manuel Estepa Llaurens, arzobispo emérito castrense, al que le unió gran amistad.
En el otoño y tras la estancia en Andújar como coadjutor fue nombrado formador y prefecto de disciplina en el Seminario, cargo en el que estuvo cinco años, y que marcó su vocación como maestro. Allí hizo muchos discípulos, varios de ellos valdepeñeros, que aún hoy lo recuerdan con profunda admiración.
En 1958 fue enviado a estudiar a Roma por el obispo de Jaén, Félix Romero Mengíbar. Se instaló en el Pontificio Colegio Español de San José y se matriculó en la Pontificia Universidad Lateranense e inició estudios en Derecho Canónico en el Pontificio Instituto Utriusque Iuris. Son los años de apertura de la Iglesia y él vive muy de cerca esa transformación. Asistió a los principales acontecimientos que marcarían el futuro de la Iglesia y fue testigo excepcional de los hitos históricos. En Roma fue alumno, entre otros insignes profesores, de monseñor Pietro Pavan, futuro cardenal y cercano colaborador de Juan XXIII. Los recuerdos de Roma eran entrañables en su memoria, así como las semanas santas en las que colaboraba con la parroquia de Scurcola Marsicana un pequeño pueblo de la región de los Abruzos, en el L’Aquila.

### Regreso a Jaén y labores pastorales (1962-1970)
En 1962 regresó a Jaén. Parecía destinado a continuar con su labor docente y magisterial, en el Seminario Menor de Baeza, pero fue llamado a ocupar otro cargo con más importancia pastoral. Para ello fue nombrado párroco de Santa María, en la iglesia del Sagrario (Jaén) de la catedral de Jaén. La parroquia de Santa María atendía a unas 20.000 personas de la capital, y era fundamental dentro del organigrama diocesano. Siendo párroco recibió el nombramiento de profesor del Seminario Mayor (1962), consiliario de Acción Católica (1963), delegado de enseñanza (1966), provisor, fiscal y juez eclesiástico (1966), entre otros, que le permitieron conocer y afrontar los problemas nuevos a los que la Iglesia se enfrentaba. Desde esas labores pudo conocer muy de cerca incipientes movimientos de la Iglesia, y acompañó a decenas de sacerdotes y familias en años de dureza económica y política.
1970 fue un año crucial de su biografía. Había decidido regresar a la docencia y preparar unas oposiciones en la universidad, pero el destino lo llevó otros caminos. A solicitud de Félix Romero Mengíbar, que unos días después sería promovido como arzobispo de Valladolid, opositó al cargo de canónigo doctoral de la Catedral de Jaén, oficio que ganó mediante oposición pública en marzo de 1970. Meses después, en septiembre de 1970, y tras conocerse el traslado a Valladolid del obispo de Jaén, fue elegido por el Cabildo de la Catedral como vicario capitular, cargo que le hacía administrador de la diócesis de Jaén hasta el nombramiento de un nuevo obispo, hecho que se produjo en unos meses.

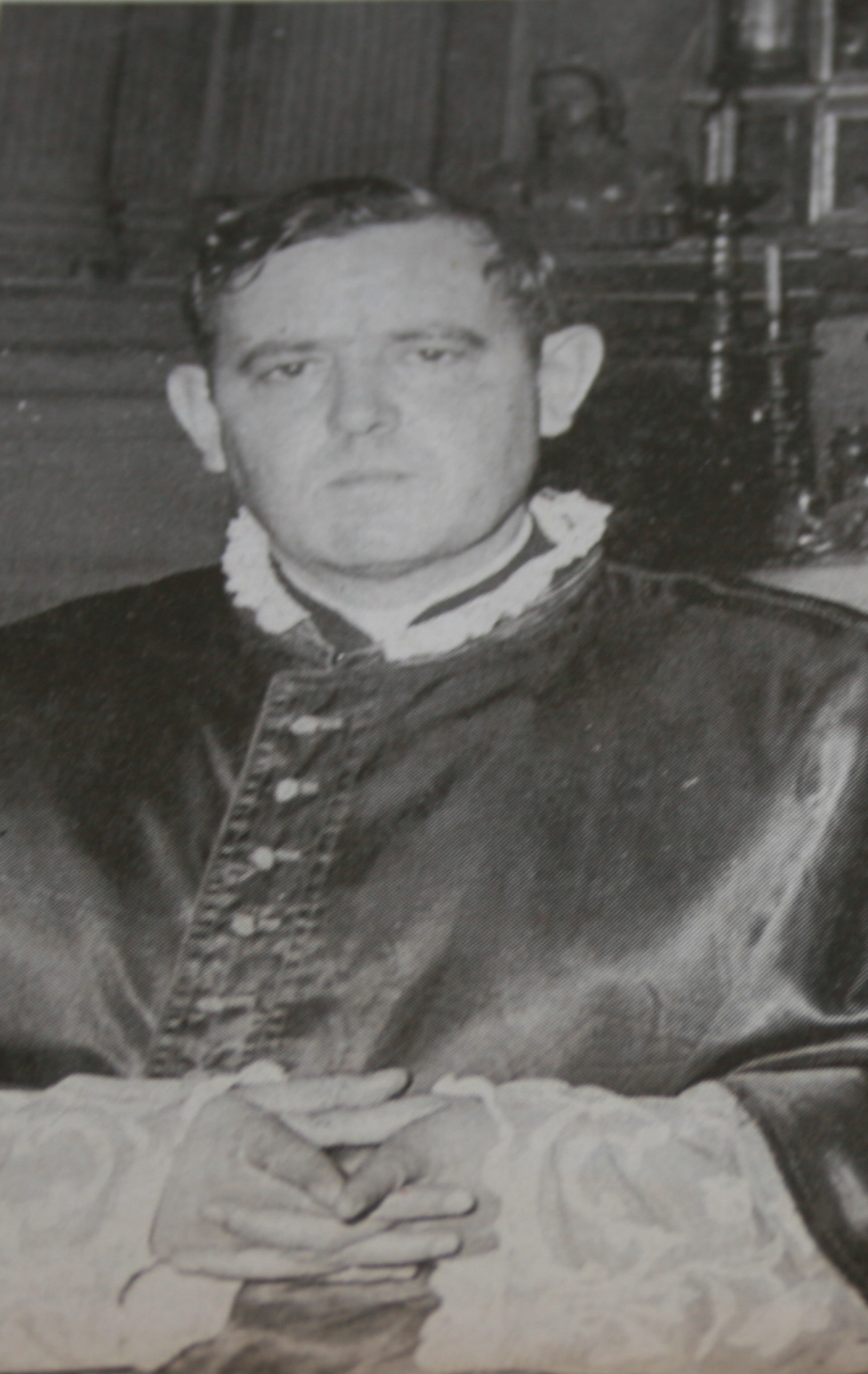
Félix Martínez Cabrera, en su toma de posesión como vicario capitular de la diócesis de Jaén, en diciembre de 1970.

### Vicario general y deán de la Catedral (1971-2002)
Fue nombrado obispo el granadino Miguel Peinado Peinado, que confirmó inmediatamente a Félix como vicario general de la diócesis de Jaén (1971) y le hizo su estrecho colaborador hasta 1988, año de su renuncia.
Desde 1989 la venida de Santiago García Aracil, nuevo obispo de Jaén (1989-2004) marcó el inicio de su lenta retirada de la primera línea de gobierno. Félix prefirió pasar con el transcurso de los años a un segundo plano y se ocupó por entero de las clases en el seminario, la judicatura diocesana, su capellanía en el monasterio de monjas dominicas de la capital (de la que ha disfrutado más de treinta años), y de sus actividades en la catedral.
Desde 1970 había entrado a formar parte del Cabildo de la Catedral, en calidad de canónigo doctoral, y allí pudo desarrollar una intensa actividad junto al resto de canónigos, a favor de la conservación y mejora del primer templo diocesano. Eran inagotables las necesidades materiales y humanas. Con el tiempo fue elegido hasta en tres ocasiones por periodos de cuatro años, deán presidente del Cabildo, labor que compatibilizó con la de vicario general, y que le obligó a dedicar por entero su vida a la diócesis de Jaén.

### Jubilación y residencia en Valdepeñas de Jaén (desde 2002)
En 2002 decidió no continuar como deán presidente de la Catedral, y adelantó su retirada de la vida pública. Se trasladó a su ciudad natal de Valdepeñas de Jaén, donde podría dedicarse con mayor intensidad a su pasión por la naturaleza y la historia. Fruto de esa labor ha publicado diversas obras de carácter pedagógico sobre temas históricos, de derecho canónico, teológicos o medioambientales.
Como cierre simbólico a su larga trayectoria de servicios a la Iglesia universal y diocesana, el papa Benedicto XVI reconoció su labor de pastor y maestro, otorgándole el título de Prelado de Honor de Su Santidad, distinción que le otorgó a petición del actual obispo de Jaén, Ramón del Hoyo López, el día de san Pedro de 2008, en un acto celebrado en la catedral, al que asistieron decenas de valdepeñeros y amigos, y que sirvió de homenaje público a su trayectoria humana y pastoral.
Don Félix falleció el día 21 de mayo de 2022 en Valdepeñas de Jaén, después de noventa y tres años de fecunda trayectoria. Se celebraron sus exequias en la Santa Iglesia Catedral de Jaén en la mañana del domingo 22 de mayo, desde donde fue trasladado para ser sepultado en el cementerio municipal de Nuestra Señora del Carmen de Valdepeñas de Jaén.

## Cargos
| Predecesor: Agustín de la Fuente González | Dean de la S.I. Catedral de Jaén 1971 - 2002 | Sucesor: Rafael Higueras Álamo  |
| Predecesor: Felix Romero Mengibar         | Administrador Apostólico de Jaén 1970 - 1971 | Sucesor: Miguel Peinado Peinado |

## Obras
Bernardo López García y su labor poética en el siglo XIX (1959)
La Iglesia como comunión y estructuras diocesanas de corresponsabilidad y participación (1993)
Chircales y su Cristo (2000)
Documentos de la Fundación de Valdepeñas de Jaén (2003)
Historia de Valdepeñas de Jaén (2003)
El Cabildo de Jaén. El paso del antiguo al nuevo régimen (1800-1936) (2007)
Derecho Parroquial y Diocesano I, II y III (2007)
De dónde venimos y a dónde vamos (2013)